# Cui Xiuwen
Cui Xiuwen (xinès tradicional: 崔岫聞, xinès simplificat: 崔岫闻, pinyin: Cuī Xiùwén; Harbin, Heilongjiang, 1970 - 1 d'agost de 2018) fou una artista que feu vídeos, es dedicà a la fotografia i pintà olis sobre tela. El 1990 es va graduar en belles arts a la Normal de la Universitat del Nord-est i el 1996 va obtenir el màster de l'Acadèmia Central de Belles Arts, de Beijing. Exhibí les seves obres en diversos països. Les seves pintures mostraven les preocupacions i els aspectes vulnerables de les dones.